# Даркадський джамоат
Дарка́дський джамоат (тадж. Ҷамоат Дарқад) — джамоат у складі Фархорського району Хатлонської області Таджикистану.
Адміністративний центр — село Муходжиробод.
Населення — 12325 осіб (2011; 12943 в 2010, 12547 в 2009).
До складу джамоату входять 6 сіл:
| Населений пункт | Стара назва  | Населення, осіб (2009) | Населення, осіб (2010) |
| --------------- | ------------ | ---------------------- | ---------------------- |
| Бунафша         | Новабад      | 980                    | 1010                   |
| Бустон          | Бустон       | 628                    | 649                    |
| Даркад          | Даркад       | 3712                   | 3829                   |
| Мехробод        | Джайрали     | 2645                   | 2728                   |
| Муходжиробод    | Муходжирабад | 2356                   | 2428                   |
| Шараф           | Пучкок       | 2226                   | 2299                   |